# Elisabetta Perrone
Elisabetta Perrone, född den 9 juli 1968 i Camburzano, är en italiensk friidrottare som tävlar i gång.
Perrone deltog vid VM 1993 i Stuttgart då hon slutade på fjärde plats på 10 km gång. Vid VM 1995 slutade hon tvåa efter ryskan Irina Stankina. Vid Olympiska sommarspelen 1996 blev hon silvermedaljör efter ryskan Jelena Nikolajeva. Däremot blev VM 1997 en besvikelse för henne och hon slutade först på en tionde plats. Vid EM 1998 gick det ännu sämre och hon blev elva.
Vid VM 1999 hade IAAF bytt distans för damerna som nu tävlade i 20 km gång och denna gång slutade hon 21:a. Bättre gick det vid VM 2001 då hon blev bronsmedaljör. Vid EM 2002 blev hon sexa och vid Olympiska sommarspelen 2004 slutade hon på en 18:e plats. 